# Verband der weiblichen Handels- und Büroangestellten
Der Verband der weiblichen Handels- und Büroangestellten war eine Interessenvertretung im Deutschen Reich von 1889 bis 1933.

## Geschichte
Am 6. Februar 1889 erschien in mehreren Berliner Zeitungen der Aufruf

„Alle Damen, welche als Kontoristinnen, Kassiererinnen, Verkäuferinnen, Directricen, Expedientinnen usw. mit festem monatlichen Gehalt angestellt sind und einem zu gründenden kaufmännischen und gewerblichen Hilfsverein für Damen beitreten wollen, werden um Angabe ihrer Adresse und Berufes unter X. M. 391 an die Expedition dieser Zeitung gebeten.“

Die Initiative war vom Handelsangestellten Julius Meyer ausgegangen, der sich an den Verein Frauenwohl gewandt hatte und von Minna Cauer und weiteren Frauen unterstützt wurde. Am 19. Mai 1889 fand die Gründungsveranstaltung mit mehreren hundert Mitgliedern in Berlin statt.
Der Verein bot Beratung in rechtlichen und sozialen Fragen und weitere Unterstützung an: „Rat- und Auskunftserteilung, kostenlose Stellenvermittlung für alle Berufszweige, freie ärztliche Behandlung und Gewährung von Unterstützung“.
Nach einigen Jahren wuchs die Mitgliederzahl auf über 6000. Es konnten weitere Angebote gemacht werden.

„Aus kleinen Anfängen (...) hervorgegangen faßte er zunächst den Wohnungsnachweis für fremd Ankommende, Erteilung von Rat und Stellenvermittlung, sowie Krankenhilfe ins Auge. Bald war er durch zahlreichen Beitritt in der Lage, auch an die bessere Ausbildung seiner Mitglieder zu denken, es wurden Unterrichtskurse kaufmännischer und allgemeiner Natur eingerichtet, Büchersammlungen und Unterhaltungsabende zur Erholung der vielangestrengten Gehilfinnen dargeboten, außerdem ihnen unentgeltlicher Rat in Rechtsfragen gesichert. (...) Neuerdings wurde außer einer kaufmännischen Vorbereitungsschule noch eine Schreibmaschinen-Schule in Verbindung mit Stenographie eingerichtet, weil diese Thätigkeit für Frauen sehr geeignet und lohnend ist. Seit 1. September ist die Stellenvermittlung für weibliche Handlungs- und Gewerbegehilfen versuchsweise auf ganz Deutschland ausgedehnt worden.
Im übrigen sorgen Ferienkolonien, Nachweis billiger Sommerfrischen, guter Mittagstisch im Vereinslokal, Theater-Vorstellungen zu niedrigen Preisen für angemessenen Lebensgenuß. Der Verein kam einem wirklichen Bedürfnis entgegen und hat deshalb erfreuliche und große Erfolge zu verzeichnen.“

Seit 1894 wurden Zweigstellen in weiteren Städten des Deutschen Reiches gegründet.
1900 gab es über 13.000 Mitglieder.
Seit 1919 konnte der Verband der weiblichen Handels- und Büroangestellten auch offiziell erlaubte gewerkschaftliche Aktivitäten durchführen.
1933 wurde der Verband der Deutschen Arbeitsfront wie alle anderen Gewerkschaften eingegliedert und 1934 aus dem Vereinsregister gelöscht.
1949 gründete sich in Hannover und West-Berlin wieder ein Verband der weiblichen Abgestellten e. V., mit dem bisherigen Vorstand als Gewerkschaft. Dieser wurde 2001 aufgelöst.

## Bezeichnungen
Der Verein trug verschiedene Bezeichnungen im Laufe seines Bestehens
- 1889–1891 Kaufmännischer und gewerblicher Hilfsverein weiblicher Angestellter
- 1891–1899 Kaufmännischer und gewerblicher Hilfsverein für weibliche Angestellte
- 1900–1903 Kaufmännischer Hilfsverein für weibliche Angestellte zu Berlin E.V.
- 1903–1919 Kaufmännischer Verband für weibliche Angestellte
- 1919–1933 Verband der weiblichen Handels- und Büroangestellten